# Eurocopter EC225 Super Puma
Airbus Helicopters H225 (trước đây là Eurocopter EC225 Super Puma) là một máy bay trực thăng vận tải hành khách tầm xa được Eurocopter phát triển như thế hệ tiếp theo của dòng máy bay trực thăng Super Puma dân dụng. Đây là loại máy bay hai động cơ, có thể chở tối đa 24 hành khách cùng với hai phi hành đoàn và một tiếp viên, tùy thuộc vào cấu hình của khách hàng. Nó được bán trên thị trường và sử dụng cho các nhiệm vụ hỗ trợ ngoài khơi, vận chuyển hành khách VIP cũng như thực hiện các nhiệm vụ phục vụ công cộng.
EC225 định hướng dân dụng có một đối tác quân sự mà ban đầu được chỉ định là Eurocopter EC725 (sau này nó được đổi tên là H225M vào năm 2015). Năm 2015, EC225 chính thức được đổi tên thành H225, phù hợp với việc tập đoàn Eurocopter đổi tên thương hiệu thành Airbus Helicopters.

## Phát triển
EC225 được Eurocopter phát triển từ tháng 6 năm 1998 và phiên bản thử nghiệm bay thử lần đầu tiên vào ngày 27 tháng 11 năm 2000. Nó nhận được giấy chứng nhận an toàn từ Cơ quan An toàn Hàng không châu Âu (EASA) vào tháng 6 năm 2004.

## Thiết kế
EC-225 được thiết kế dựa trên chiếc Eurocopter AS332 Super Puma với một số cải tiến về 5 lưỡi chính của cánh quạt nhằm giảm độ rung. Trực thăng được trang bị 2 động cơ tuabin Turbomeca Makila 2A1 (1 dạng động cơ tuốc bin khí) gắn kết thông qua cabin. Máy bay có một số tính năng vượt trội về hệ thống thiết bị điện tử điều khiển và hệ thống chống đóng băng bằng cách làm nóng động cơ ở mức độ kiểm soát khi hoạt động qua các vùng có khí hậu lạnh đến rất lạnh. Một cải tiến nữa của chiếc EC225 là việc lắp đặt cụ bảng điều khiển hiện đại trong buồng lái có tích hợp màn hình tinh thể lỏng.
Có 4 cấu hình hệ thống được thiết kế sẵn bởi Eurocopter cho chiếc EC225. Phiên bản vận chuyển hành khách được sắp xếp gồm 19 ghế ngồi cho hành khách rồi có thể sắp xếp với mật độ cao nhằm tăng số hành khách có thể chở lên 24 người. Phiên bản vận chuyển hành khách VIP có 1 khoang chứa gồm 8 ghế ngồi nhằm mở rộng diện tích tạo sự rộng rãi.Phiên bản cấp cứu khẩn cấp (EMS) có kết cầu bao gồm vị trí 6 cáng cùng 4 chỗ ngồi cho các nhân viên y tế. Cuối cùng là phiên bản cứu hộ (SAR) có cấu hình cho phép đặt các thiết bị phục vụ cứu hộ cứu nạn gồm 1 ghế cho nhân viên cứu hộ quan sát, 8 ghế dành cho nhân viên hoặc nạn nhân cứu hộ cùng 6 cáng trong khoang chứa.

## Lịch sử hoạt động
Algérie trở thành quốc gia đầu tiên sử dụng EC-225 khi bộ trưởng bộ liên lạc hàng không Algeria (GLAM) nhận được chiếc EC-225 đầu tiên vào 12 năm 2004 nhằm chuyên chở hành khách VIP.

## Biến thể
EC225 LP
Phiên bản cải tiến của Eurocopter AS332 L2.
EC225 Firefighting
Phiên bản được trang bị thùng chứa bên trong để ném bom nước chữa cháy.
EC225 SAR
Phiên bản được trang bị FLIR, tời điện kép phục vụ cho các hoạt động tìm kiếm, cứu nạn trong mọi thời tiết.
EC225e
Phiên bản được trang bị động cơ tuốc bin trục Turbomeca Makila 2B đời mới.

## Các nhà khai thác
.
 Algérie

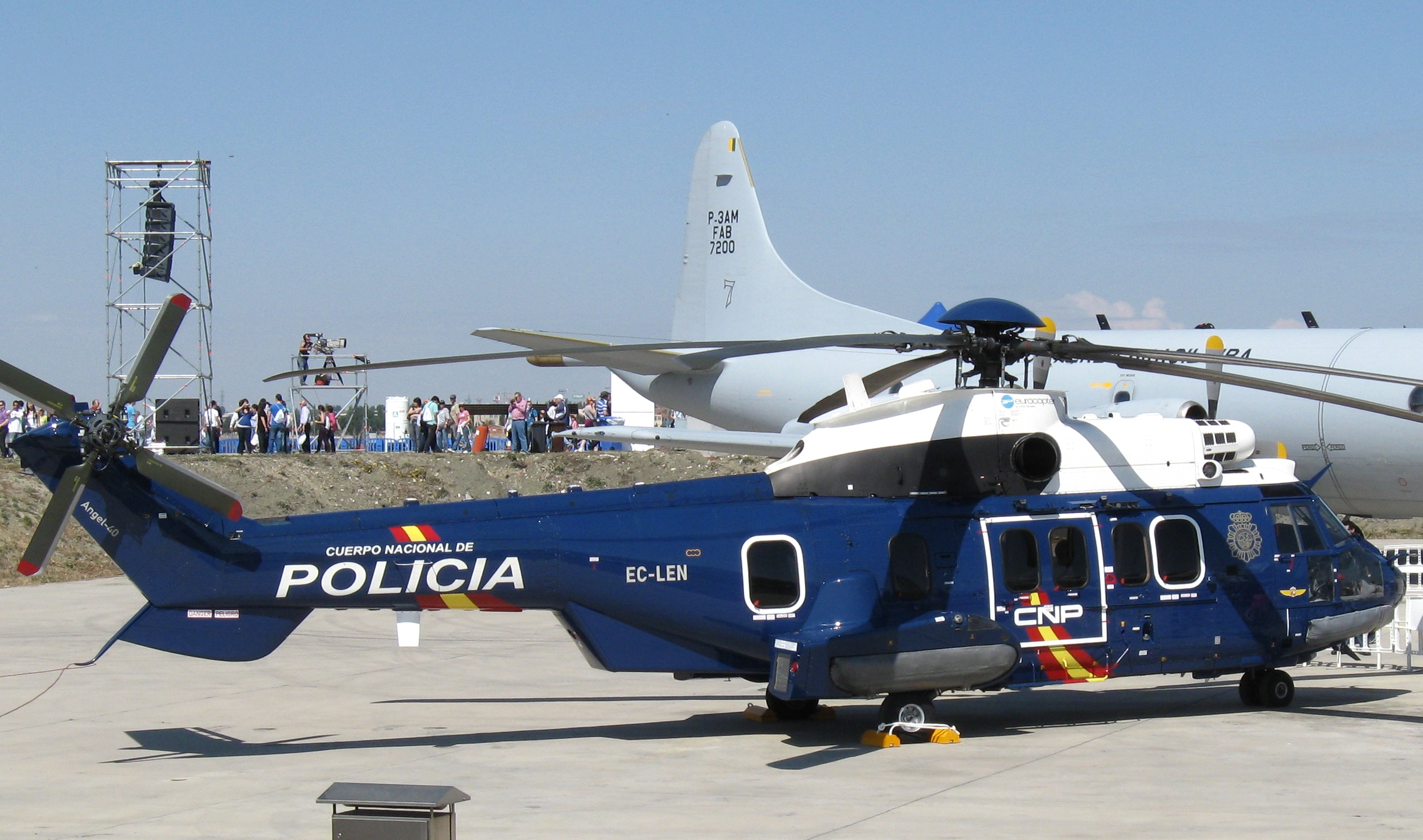
1 chiếc EC225LP của Cảnh sát Tây Ban Nha tại Căn cứ không quân Getafe

- Algeria's Bộ trưởng bộ liên lạc hàng không Algeria có 2 máy bay chuyên chở hành khách VIP cho nhà nước Cộng hoà Nhân dân Algeria[6]

 Canada
- Tổng công ty trực thăng Canada mua 22 trực thăng EC-225 vào năm 2007 để hỗ trợ việc chở các nhân viên hoạt động công nghiệp khai thác dầu khí ở Biển Bắc, ngoài ra còn phục vụ các nhiệm vụ cứu hộ, cứu nạn.Họ nhận được những máy bay này vào những năm 2008 và 2012.[7] Đặt thêm 20 chiếc vào năm 2011

 Pháp
- Không quân Hải quân Pháp đặt mua 2 chiếc EC225 nhằm thay thế cho các trực thăng cũ SA 321, chiếc đầu tiên nhận được vào ngày 22 tháng 4 năm 2010.[8]

 Nhật Bản
- Lực lượng Phòng vệ Mặt đất Nhật Bản mua 3 trực thăng nhằm chuyên chở khách VIP (bao gồm Nhật Hoàng và gia đình, Thủ tướng Chính phủ và các nhân vật cấp cao.[9] 1 chiếc bị phá hủy ở sân bay Sendai trong vụ Động đất và sóng thần Tōhoku 2011.
- Lực lượng Bảo vệ bờ biển Nhật Bản cũng mua 2 chiếc nhằm mục đích cứu hộ cứu nạn[10] 1 chiếc được sản xuất thay thế ở FT năm 2012.

 Malaysia
- Công ty dịch vụ bay dầu khí Malaysia có 6 chiếc EC225 nhằm phục vụ công tác khai thác dầu khí.

 México
 Na Uy
- Công ty dịch vụ bay Na Uy (CHC) có 8 chiếc EC225 nhằm phục vụ cho việc hỗ trợ vận chuyển nhân viên khai thác dầu khí và cứu hộ cứu nạn (AWSAR).
- Bristow Na Uy có 2 chiếc EC225 nhằm vận tải và cứu hộ.

 Trung Quốc
- Bộ Giao thông Vận tải Trung Quốc mua 2 chiếc năm 2006 nhằm mục đích vận tải,ngoài ra, chúng là những thiết bị được Trung Quốc mua nhằm phục vụ cho công tác tìm kiếm cứu nạn.[11] Sau khi hoạt động thành công ban đầu 2 EC225, một đơn đặt hàng thứ hai gồm 2 EC225 nữa đã được ký kết trong năm 2009, những đã được chuyển giao vào tháng Sáu và tháng 8 năm 2011.[12]
- Citic Offshore Công ty máy bay trực thăng (COHC) đặt hàng 2 chiếc máy bay trong năm 2006 và dự kiến sẽ được chuyển giao vào cuối năm 2007.[13]
- Một chiếc được đặt hàng bởi Cục cảnh sát Quảng Đông[14]

 Đài Loan
- Không quân Cộng hòa Trung Hoa đã xác nhận việc mua 3 chiếc EC225 vào ngày 3 tháng 2 năm 2010 và với 17 chiếc nữa, lô đầu tiên gồm 3 chiếc EC225 đã được hoàn thành vào tháng 6 năm 2011[15] và được chuyển giao vào tháng 7 năm 2012.[16]

 Hàn Quốc
- Nhăm trang bị cho hoạt động chữa cháy và cứu hộ của Đội cứu hộ Quốc gia 119.

 Tây Ban Nha
- Cảnh sát Tây Ban Nha có 1 trực thăng từ tháng 9 năm 2010 [17]

 Anh Quốc
- Công ty trực thăng Bristow có 8 máy bay cho các hoạt động khai thác dầu khí ở Biển Bắc. Chi nhánh của Bristow ở Australia cũng có 3 chiếc[18]

 Việt Nam
- Tổng Công ty Trực thăng Việt Nam mua 4 chiếc EC225 (2012), chiếc thứ 4 sẽ giao năm 2014 nhằm mục đích vận chuyển các nhân viên giàu khi ở giàn khoan, cứu hộ cứu nạn và vận chuyển hàng hóa.
- Hải quân Nhân dân Việt Nam, 2 EC-225S thực hiện các nhiệm vụ nhiệm vụ bay trinh sát, tìm kiếm cứu hộ, cứu nạn trên biển.

 Greenland
- Hãng Hàng không Greenland mua 2 chiếc EC225 nhằm phục vụ vận tải hành khách và cứu hộ.[19]

## Thông số chung
Dữ liệu lấy từ Eurocopter.com 
Đặc tính tổng quan
- Kíp lái: 1 hay 2 (phi công chính + phi công phụ)
- Sức chứa: 19 hành khách + 1 chỗ ở cabin
- Chiều dài: 19,5 m (64 ft 0 in)
- Chiều cao: 4,97 m (16 ft 4 in)
- Trọng lượng rỗng: 5.256 kg (11.587 lb)
- Trọng lượng có tải: 11.000 kg (24.251 lb)
- Trọng lượng cất cánh tối đa: 11.200 kg (24.692 lb)
- Động cơ: 2 × Turbomeca Makila 2A1 Động cơ turboshaft, 1.776 kW (2.382 hp) mỗi chiếc
- Đường kính rô-to chính:  16,2 m (53 ft 2 in)
- Diện tích rô-to chính: 206,15 m2 (2.219,0 foot vuông)

Hiệu suất bay
- Vận tốc cực đại: 275,5 km/h (171 mph; 149 kn)
- Vận tốc hành trình: 260,5 km/h (162 mph; 141 kn)
- Tốc độ không vượt quá: 324 km/h (201 mph; 175 kn)
- Tầm bay: 857 km (533 mi; 463 nmi)
- Tầm bay chuyển sân: 985 km (612 mi; 532 nmi)
- Trần bay: 5.900 m (19.357 ft)
- Vận tốc lên cao: 8,7 m/s (1.710 ft/min)

### Máy bay liên quan
- Aérospatiale SA 330 Puma
- Eurocopter AS332 Super Puma
- Eurocopter AS532 Cougar
- Eurocopter EC725

### Máy bay tương tự
- AgustaWestland AW101
- Sikorsky S-92
- Mil Mi-38

### Danh sách liên quan
- Danh sách máy bay trực thăng